# 台視財經台
台視財經台，是臺灣電視公司（台視）旗下頻道之一，於2004年9月1日開播，2014年起陸續在數位有線電視系統上架。

## 概要
2004年6月1日，台視宣告啟動旗下三個無線數位電視頻道，成立「台視財經台專案中心」與「台視家庭台專案中心」，正式在台視數位多頻道自動播控系統播出台視家庭台節目。2004年7月1日，中華民國電視學會五大電視台會員（台視、中視、華視、民視、公視）在台北市中泰賓館合辦「中華民國無線數位電視開播典禮」。
2004年9月1日，台視財經台開播，與台視家庭台併頻。
台視財經台開播時，以「呈現台灣競爭力的最佳平台」作為核心價值，以「前瞻趨勢，領航錢潮，佈局全球」作為財經節目製播的綱領，標榜呼應當時行政院經濟建設委員會（經建會）的政策宣示：「下一波經濟發展主軸，在於追求高成長、低失業、產業升級與提升生活品質的新服務業時代。」台視財經台最初在每週一至週五播出每天6.5小時的財經新聞節目與財經節目，包括08:30~09:00播出的30分鐘財經新聞節目《財經早報》、09:00~14:00播出的台灣股市即時盤勢行情節目《股市即時通》與20:00~21:00播出的帶狀財經節目《幸福理財王》（每週一播出《柴傑克期權教室》，每週二播出《讀領風騷》，每週三播出《聰明理財王》，每週四播出《時尚瘋》，每週五播出《全球財經線上》）。台視財經台最初的主播群包括台視財經台執行長柴方文、資深製作人方怡文、台視資深主播李傳慧、前中天新聞台主播李玉雁、前中視節目主持人呂珍儀，與八位出生於1970年代的主播。
2006年5月2日，台視財經台於下午時段增播三節《整點新聞》：14:00～15:00播出謝璧蓮播報的《1400整點新聞》，17:00～17:30及18:00～18:30各播出林裕展播報的《1700整點新聞》與《1800整點新聞》；同時，劉孟竹播報的《台視夜間新聞》播出時間從22:00提前至21:30。2007年10月，台視旗下行動電視廣播「台視行動數位廣播網」（TTV Mobile Radio）聯播台視財經台的內容。
在台視家庭台停播以前，台視財經台與台視家庭台併頻播出。當時《台視全球資訊網》所提供的台視各頻道節目表上，台視財經台與台視家庭台共用同一張節目表；節目名稱左方，有「＄」符號的是台視財經台的節目，有房屋符號的是台視家庭台的節目。
2008年12月，台視財經台除了17:00播出的《1700整點新聞》保留自製之外，其餘的自製節目結束自製，改為轉播非凡新聞台的節目。2010年，台視財經台增播兩節非凡新聞台的整點新聞及非凡商業台的節目，台視用台視財經台的LOGO圖樣與節目標題覆蓋非凡新聞台或非凡商業台的LOGO圖樣與節目名稱，保留原先的字幕來播出。
2010年4月1日中午起，由於中華電信MOD調整頻道區塊及編號，本頻道的中華電信MOD頻道號碼從第52頻道改為第53頻道。
2012年6月30日中午起，無線電視數位化，本頻道定頻於無線數位電視第32頻道。
2014年1月1日，本頻道陸續在部分數位有線電視系統上架。
2015年1月20日，台視財經台和台視主頻於中華電信MOD升級為高畫質播出。5月5日，因台視新聞台於中華電信MOD第53頻道上架播放，台視財經台在中華電信MOD頻道號碼改為第86頻道。
2016年7月6日，因原住民族電視台於無線數位電視播出，本頻道的無線數位頻道號碼（遙控器號碼）從第15頻道改為第16頻道。
2017年6月15日，台視財經台在中華電信MOD頻道號碼改為第58頻道。7月15日，中華電信MOD系統公告，台視綜合台、台視新聞台、台視財經台改由壹電視繼續提供中華電信MOD播出。
2017年11月1日，台視財經台在中華電信MOD頻道號碼改為第521頻道。
2018年12月18日，台視財經台將大部分數位有線電視頻道號碼陸續定頻在第156頻道。隔年（2019年）3月，台視財經台在部分數位有線電視改為HD高畫質播出。
2020年10月12日，台視財經台與台視綜合台的無線數位電視訊號由SD畫質提升為HD高畫質。

台視財經台第一代標誌
台視財經台第二代全橫式標誌，用於聯播非凡新聞台或非凡商業台節目時覆蓋兩頻道標誌。 使用期間：2008年12月至2016年12月20日
台視財經台第三代標誌。 使用期間：2008年7月19日至2016年12月20日。
台視財經台第四代標誌，自2016年12月21日啟用。

## 節目內容
- 《股市即時通》（轉播非凡商業台《非凡搶先報》）
- 《股海揚帆》
- 《只要錢長大》
- 《股市週報》
- 《國際財經脈動》
- 《錢線百分百》（與非凡新聞台同步聯播，新年期間停播）
- 《全球新觀點》
- 《財經新聞通》（轉播非凡商業台《非凡新聞通》）
- 《NEWS金探號》
- 《360行向前衝》
- 《台灣真善美》
- 《台視新聞全球現場》（2023年6月1日開始播出）（與台視新聞台同步聯播）

其餘節目，則重播台視主頻、新聞台或該台的消費、商業、新聞等一系列的節目。

## 外部連結
- 台視財經 （页面存档备份，存于）
- 521 台視財經台 - 中華電信 MOD 網站 （页面存档备份，存于）
- 台視財經台的Facebook專頁